# برج كانتون
يُعرف برج كانتون رسميًا باسم برج قوانغتشو للتلفزيون السياحي والفلكي، يبلغ طوله 604 متر (1,982 قدمًا)، برج مراقبة طويل متعدد الأغراض في مقاطعة هايزو في مدينة قوانغتشو (المعروفة تاريخيًا باسم كانتون). اكتمل بناء البرج في عام 2009 وأصبح قيد التشغيل في 29 سبتمبر 2010 لدورة الألعاب الآسيوية عام 2010. حاز البرج لفترة وجيزة على لقب أطول برج في العالم، بدلًا من برج سي إن، قبل تفوق طوكيو سكاي تري عليه. كان أطول مبنى في الصين قبل بناء برج شنغهاي في 3 أغسطس 2013. وهو الآن ثاني أطول برج ورابع أطول مبنى قائم بذاته في العالم.

## التسمية وأصل الكلمة
كان هناك نقاش طويل حول تسمية برج كانتون منذ بداية بنائه في عام 2005 بعد حفل وضع حجر الأساس. أطلقت صحيفة قوانغتشو اليومية مسابقة حول اقتراحات التسمية، بناءً على طلب مستثمر البرج، في سبتمبر 2009. جذبت المسابقة أكثر من 180,000 مشارك فعال، من بينها:» برج هايشين« (حرفيًا: »برج في البحر«)، الذي مُنح الجائزة الأولى. يشير الاسم إلى الموقع التاريخي للمدينة باعتباره بداية طريق الحرير البحري ونظرًا لقربه الجغرافي من جزيرة هايشينشا. ومع ذلك، اُعتبر هذا الاسم غامضًا للأشخاص الجاهلين بتاريخ المدينة. استمر السكان المحليون في الإشارة إلى البرج بأسماء مستعارة مختلفة منها: «سليم ويست» و«تويستد فايروود» (استعارة لكلمة «العنيد« في الكانتونية) و»يانجديانفينج« (حرفيًا: »قمة مدينة رام«؛ متجانسة لفظيًا مع »داء الصرع« باللغة الصينية العامية).
أُعيد النظر في التسمية في عام 2010. وقع الاختيار على «برج كانتون« وأُعلن كاسم رسمي في نهاية سبتمبر 2010، بعد استطلاع رأي شريحة عريضة من الآراء العامة. يُشير الاسم الإنجليزي الجديد إلى ماضي المدينة المزدهر، والذي يُعتبر الأكثر تحديدًا والأقل غموضًا بين العديد من المقترحات.

## تاريخه
بُني برج كانتون من قبل مجموعة برج تلفزيون قوانغتشو الجديد. صمم المهندسون المعماريون الهولنديون مارك هيميل وباربارا كويت مالكو شركة إنفورميشن بيزد أركتكتشر البرج، بالتعاون مع آروب، وهي شركة التصميم والهندسة والاستشارات التجارية الدولية ومقرها في لندن، المملكة المتحدة. فازت شركة إنفورميشن بيزد أركتكتشر وآروب في عام 2004 بالمسابقة الدولية، التي شارك فيها العديد من المكاتب المعمارية الدولية الكبيرة. في نفس العام، طور فريق إنفورميشن بيزد أركتكتشر وآروب فكرة تصميم البرج في أمستردام. في المراحل اللاحقة، تعاونت إنفورميشن بيزد أركتكتشر بشكل رئيسي مع مكتب آروب الصيني المحلي ومعهد التصميم المحلي. وُضع حجر الأساس لبرج كانتون لاحقًا، في عام 2005.
على الرغم من عدم اكتمال البرج تمامًا، إلا أنه اُفتتح للجمهور في 1 أكتوبر 2010 في نفس توقيت دورة الألعاب الآسيوية السادسة عشر التي استضافتها قوانغتشو في نوفمبر 2010. اُفتتح المرصد الفلكي الموجود على سقف البرج أخيرًا بشكل رسمي في ديسمبر 2011.

## إنشاؤه وبناؤه
يتطابق الشكل الملفوف لبرج كانتون أو الهيكل الزائدي مع براءة الاختراع للإمبراطورية الروسية رقم 1896، المُؤرخة في 12 مارس 1899 التي تلقاها فلاديمير شوخوف، المهندس المعماري الروسي. يشبه الهيكل منارة أديوغول (التي صممها فلاديمير شوخوف في عام 1910) في دلتا دنيبر الأوكرانية.

## النظرية الإنشائية
صممت شركة إنفورميشن بيزد أركتكتشر وآروب البرج. قدم فريق آروب بقيادة المهندس الإنشائي البروفيسور الدكتور غوب بول التعديل شبه الشامل للتصميم المشترك، بالدمج مع أساليب التصميم الباراميترى ية، وطبق النظرية الإنشائية البسيطة المكونة من ثلاثة عناصر: الأعمدة والحلقات والدعائم، مما يجعلها أكثر تعقيدًا.
يحتوي محيط البرج على ممشى مفتوح في الهواء الطلق بطول 180 مترًا (590 قدمًا) حيث يُمكن للزائرين تسلق البرج بشكل طبيعي. توجد حدائق خارجية داخل المبنى، ويوجد سطح مراقبة كبير في الهواء الطلق في الأعلى على ارتفاع 450 مترًا (1480 قدمًا).
ينقسم الجزء الداخلي من البرج إلى مناطق تصويرية لها وظائف مختلفة، بما في ذلك مرافق البث التلفزيوني والإذاعي وأسطح المراقبة والمطاعم الدوارة وألعاب الكمبيوتر والمطاعم وساحات المعارض وقاعات المؤتمرات والمحلات ودور السينما رباعية الأبعاد.
تخفي أرضية قاعدة البرج أعمال البرج الوظيفية. تقع جميع وصلات البنية التحتية -محطات المترو والأتوبيسات- تحت سطح الأرض. يشمل هذا الطابق أيضًا ساحات المعارض وقاعة طعام وساحة تجارية ومنطقة لوقوف السيارات والحافلات. هناك نوعان من المصاعد، مصاعد بسرعة بطيئة بانورامية وأخرى ذات سرعة عالية للطوابق المزدوجة.
تتكون المنطقة من 80 إلى 170 مترًا (من 260 إلى 560 قدمًا) من سينما رباعية الأبعاد ومنطقة صالة ألعاب ومطاعم ومقاهي وحدائق خارجية بها مقاهي. يبدأ أعلى وأطول سلم في الهواء الطلق في العالم، سكاي ووك، على ارتفاع 170 مترًا (558 قدمًا) وسلالم حلزونية على ارتفاع حوالي 170 مترًا (558 قدمًا)، على طول طريق الوسط. تُغطى أجزاء من أرضيات الممشى بالزجاج الشفاف.
تبدأ المنطقة العلوية للبرج فوق السلم، وتضم العديد من الوظائف الفنية بالإضافة إلى مطعم دوار من طابقين ومثبط شامل للضبط ومستويات المراقبة العليا. يُمكن الارتفاع لأعلى من مستويات المراقبة العليا، عبر مجموعة أخرى من السلالم، إلى ساحة مراقبة مُدرجة ترتفع إلى الحلقة العلوية للبرج.

## قياساته
يبلغ ارتفاع الهيكل الرئيسي لبرج كانتون 450 مترًا (1,447 قدمًا). عند جمعه مع هوائي البرج الذي يبلغ طوله 150 مترًا (492 قدمًا) يصل الارتفاع الإجمالي إلى 600 متر (1,969 قدمًا)، مما يجعله ثاني أطول برج في العالم وثاني أطول برج في آسيا والأطول في جمهورية الصين الشعبية. يحتوي البرج على 37 طابقًا وطابقين سفليين.
يزن برج كانتون ما مجموعه 100,000 طن (100,000,000 كجم)، بما في ذلك هوائي البرج الذي يصل وزنه إلى 1,550 طنًا (1,550,000 كجم) ويصل الوزن الإجمالي للجسم الرئيسي، الذي يشمل جميع ميزات البرج، إلى 98,450 طنًا (98,450,000 كجم).
يحتل برج كانتون مساحة إجمالية قدرها 175,458 مترًا مربعًا (1,888,610 قدم مربع). بالإضافة إلى ذلك، تبلغ المساحة الصافية المستخدمة في البرج 114,054 مترًا مربعًا (1,227,670 قدمًا مربعًا).
بلغ الارتفاع الإجمالي للتصميم الأصلي لبرج قوانغتشو 612.2 مترًا (بما في ذلك مانعة الصواعق التي يبلغ ارتفاعها 1.2 متر).
طبقًا لمكتب قوانغتشو للتخطيط العمراني وشركة قوانغتشو للهندسة الإنشائية والإشرافية، يبلغ الارتفاع الإجمالي لبرج قوانغتشو المعدّل 595.71 مترًا، ويبلغ ارتفاع البرج الرئيسي 448.80 مترًا، وارتفاع سارية الهوائي 146.91 مترًا. تقع منصة العرض في سارية هوائي البرج على ارتفاع 488 مترًا.

## الأحداث الهامة
- نظرًا لاختيار قوانغتشو لاستضافة دورة الألعاب الآسيوية في عام 2010، اُختيرت جزيرة صغيرة أمام البرج لاستضافة حفلات الافتتاح والختام، وهكذا، اُختير البرج ليكون بطل الحفلات. اُفتح البرج نفسه للجمهور، قبل أسبوعين من حفلات افتتاح دورة الألعاب الآسيوية.
- استضاف برج كانتون حفل عيد الميلاد السنوي ليلة عيد الميلاد داخل الطابق الأرضي للبرج، مما يجعله أول حفل موسيقي يُقام في برج كانتون. أُقيم الحفل في 24 ديسمبر 2012 احتفالًا بليلة عيد الميلاد.

## جغرافيا المكان
يقع برج كانتون بجانب طريق ييوان (طريق ييوان الغربي)، في مقاطعة هايزو في قوانغتشو، جنوب تشوجيانغ نيو تاون. بالإضافة إلى ذلك، تحيط العديد من المعالم الشهيرة بالبرج، بما في ذلك المعابد البوذية وحديقة باتجاه الجنوب والعديد من الشقق والمباني وناطحات السحاب متعددة الطوابق، سواء التجارية أو السكنية.

## المكونات
يحتوي البرج على:
- متحف
- مركز تسوق
- عدة موقف سيارات
- عدة مطاعم
- حدائق يمكن أن تحتوي أكثر من 000 10 شخص.

## الخصائص
البرج هو ذو هيكل سطح زائد.
انتهى بناء البرج سنة 2009، وتم فتحه رسميا في 29 سبتمبر 2010 بمناسبة دورة الألعاب الآسيوية 2010.

## مقالات ذات صلة
- هيكل سطح زائد
- ناطحة سحاب
- قائمة مشاريع عملاقة

## روابط خارجية
- مبنى تلفزيون كانتون.